# American Federation of Labor
American Federation of Labor (AFL) var en av de första fackföreningarna i USA. Den grundades 1886 i Columbus, Ohio, av Samuel Gompers. Grundandet kan ses som en omorganisering av det tidigare Federation of Organized Trades and Labor Unions. Gompers var ordförande i AFL fram till sin död 1924.

## Historik

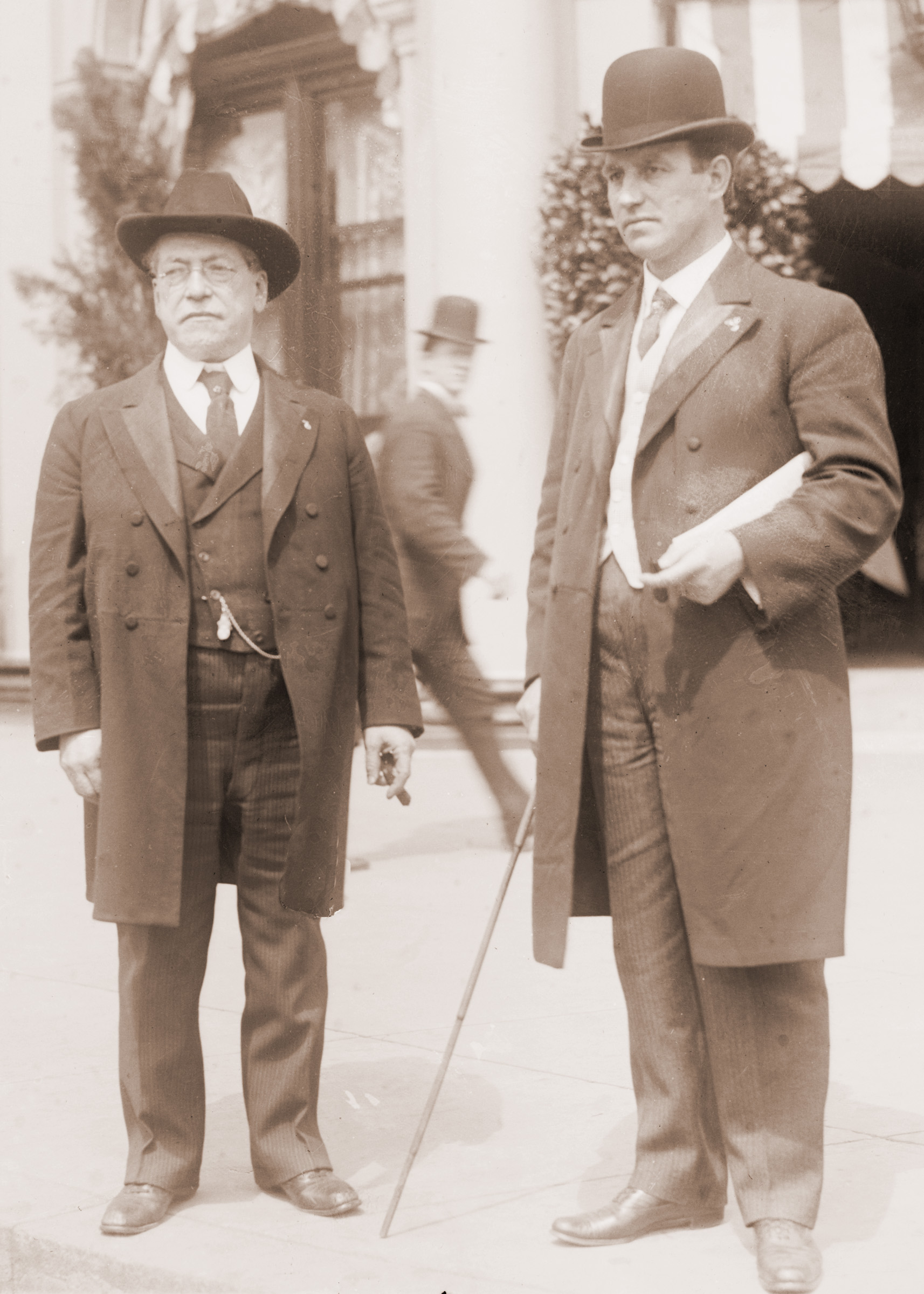
Samuel Gompers, grundaren av AFL, med John Mitchell, som var ordförande för United Mine Workers of America 1898–1907. Foto från 1908.

AFL var ursprungligen en sammanslutning av 17 fackförbund, vilka representerade yrkesskickliga arbetare inom olika yrken. Federationen lade fram ett begränsat program som vände sig mot de tidigare arbetarsammanslutningarnas försök att bedriva ren partipolitik. AFL angrep inte den kapitalistiska produktionsordningen, utan förklarade sig från början nonpartisan det vill säga utanför alla partier. Denna linje följdes hela tiden också orubbligt utom vid presidentvalet 1924, då AFL engagerade sig för arbetar- och bondekandidaten La Folette. I regel erhöll dock det demokratiska partiet AFL:s stöd vid unionsvalen.
Till en början var AFL:s maktställning obetydlig och dess medlemsantal växte relativt sakta. Sålunda hade AFL 1913 endast nått två miljoner medlemmar, en tämligen låg siffra i en industristat som då hade en befolkning på omkring 100 miljoner invånare.
AFL förde i stort sett en försiktig politik. Medling skulle föredras framför strejk och blockad. Man ansåg länge som sin främsta uppgift att tillgodose de kvalificerade yrkesarbetarnas intressen och lyckades i stort sett genomföra sina önskemål, delvis genom den så kallad lobbyingpolitiken i Washington, det vill säga den korridorpolitik, som AFL liksom andra sammanslutningar bedrev för att påverka kongressmedlemmarna.
Efter hand anslöt sig även förbund inom de moderna industrierna till AFL. År 1935 yrkade en av vicepresidenterna i AFL, John Lewis, som var ledare för kolgruvearbetarna, på att samtliga arbetare i storindustrierna, alltså även de icke yrkesutbildade, borde organiseras. Således skulle t. ex. alla arbetare vid bilfabrikerna sammanslutas i en enhet. Då detta krav på industriförbund inte accepterades av AFL, bröt sig John Lewis’ anhängare ut och bildade 1935 Congress of Industrial Organisations (CIO) och blev därför uteslutna ur AFL. Till CIO anslöt sig ett tiotal förbund, representerande bland annat den tunga industrin, textil- och beklädnadsindustrierna.
De 25–30 miljoner lönearbetare, som tidigare ej nåtts av facklig organisation, fick nu större möjlighet att organisera sig. Framstegen blev betydande och CIO:s medlemsantal uppskattades 1945 till cirka sex miljoner. AFL var dock fortfarande den största organisationen med cirka sju miljoner medlemmar.
Många gånger ägde långvariga förhandlingar om sammanslagning av de båda organisationerna rum, delvis på Roosevelts initiativ, då presidenten önskade en enhetlig amerikansk fackföreningsrörelse. Dessa förhandlingar ledde dock inte till något resultat, delvis beroende på personliga motsättningar, men också på att AFL var utpräglat konservativt, medan CIO var mera radikalt och delvis syndikalistiskt inriktat.
Under tiden efter andra världskriget vann de amerikanska organisationerna otvivelaktigt i styrka. Men i motsats till vad som i regel var fallet med motsvarande sammanslutningar i Europa hade de en kritisk inställning till starkare ingrepp i den enskilda företagsamheten. Detta gällde särskilt ALF, medan det inom CIO fanns åtskilliga som bekände sig till socialistisk eller kommunistisk ideologi.
ALF upphörde att existera 1955 då man sammanslöt sig till AFL-CIO.